# Cegléd
Cegléd er en by i det centrale Ungarn med 36.391(2024) indbyggere. Byen ligger i provinsen Pest, 70 kilometer sydøst for hovedstaden Budapest.